# ピート・シンフィールド
ピーター・ジョン・“ピート”・シンフィールド（Peter John "Pete" Sinfield、1943年12月27日 - 2024年11月14日）は、イングランドの詩人・作詞家。
1969年に結成されたプログレッシブ・ロック・グループのキング・クリムゾンのオリジナル・メンバーであり、作詞とステージの照明という極めて特異な役割を担ったことで知られる。

## 経歴

### 生い立ちと初期の活動
シンフィールドはロンドンが第二次世界大戦で空襲を受けるなか、テムズ川にかかるパットニー・ブリッジ近くのフラム・パレス・ロードで生まれた。アイルランド系の母親は美容院を幾つも経営しては倒産させるような「社会に順応できない」人物で、彼が4歳から8歳までの間には、マリアというドイツ人の家政婦に息子の面倒を任せて、様々な冒険に出かけてしまった。彼はサリー州オックスショットの初等小学校であるデインズ・ヒル・スクールに通って書物と文学への渇望を得たが、「母が学資を枯渇させたので」ロンドンの公立学校には1年間しか通えなかった。
彼はブラックネルのラネラグ・グラマー・スクールに通ったが、1959年、16歳の時に退学して様々な仕事に就いた。さらにヨーロッパ各地を旅行した後、1960年代半ばにロンドンのベイズウォーター・ロードでLEOのプログラマーの仕事に就いた。一方、ハリール・ジブラーンの『預言者』、アラン・ワッツの著書、『ゴーメンガースト』などを読み耽り、詩を書いた。
1968年には、彼はギターを弾いて自分の詩に曲をつけ、友人のディック・フレイザー（ベース）、マイク・ニコルス（ドラムス）とクリエイションというバンドを結成して演奏していた。やがて新メンバーとして加わったイアン・マクドナルド（木管楽器、ギター、キーボード、ボーカル）が、彼が作詞作曲した楽曲「クリムゾン・キングの宮殿」に全く異なる旋律をつけて新しい曲に変えた。彼は自分の作曲能力の稚拙さを指摘され、作詞家としてマクドナルドと曲作りのチームを組むことにした。しかしクリエイションは名前をWDIES、インフィニティと変えた挙句に解散し、マクドナルドは同年、ジャイルズ・ジャイルズ＆フリップ（GG&F）に加入した。

### キング・クリムゾン
1969年1月、シンフィールドと元クリエイションのフレイザーはGG&Fのロード・マネージャーになることが決まった。GG&Fは幾つかのメンバー・チェンジを経て、その顔ぶれはマクドナルド、ロバート・フリップ（ギター）、マイケル・ジャイルズ（ドラムス、ボーカル）、グレッグ・レイク（ベース、リード・ボーカル）になっていた。1月13日、彼等はフラム・パレス・ロード・カフェ（Fulham Palace Road Café）の地下室に楽器と機材を運び入れてリハーサルを始めた。シンフィールドは照明を工夫してライト・ショーの演出を生み出し、演奏するメンバーの気分を高揚させて好評を得た。1月22日、バンドの名前がキング・クリムゾンになり、月末にはデヴィッド・エントホーヴェン（David Enthoven）とジョン・ゲイドン（John Gaydon) がマネージャーに着任した。演奏活動が始まり、シンフィールドは無償でバンの運転、機材の積み下ろし、照明、音響を行ない、さらに新曲の作詞も担当した。彼は自分の任務を負担に感じて、ミーティングで作詞や照明なと芸術面での役割に専念したいと主張し、「演奏しないメンバー」としてキング・クリムゾンに加入した。
彼とマクドナルドはデビュー・アルバム『クリムゾン・キングの宮殿』（1969年）に共作「クリムゾン・キングの宮殿」「風に語りて」を提供したほか、新曲の制作でも核となる役割を果たした。収録曲「エピタフ」の"Confusion will be my epitaph"（「我が墓碑銘は『混乱』」）という有名な一節に代表されるように、彼はロック・ミュージックに壮大なスケールの世界観を持ち込み、バンドの方向性を決定付けた。
『クリムゾン・キングの宮殿』発表後のアメリカ・ツアーの終了後にマクドナルドとジャイルズが脱退し、数か月後にはレイクも脱退した。シンフィールドはフリップと曲作りのチームを組み、アルバム『ポセイドンのめざめ』（1970年）、『リザード』（1970年）、『アイランズ』（1971年）の制作の要となった。またアルバム・ジャケットのデザインにも関与したほか、1971年のコンサートでは、FOH・サウンド・エンジニアリングとVCS3・シンセサイザーの操作も担当した。
『アイランズ』発表直後の1971年の暮れにフリップと対立してキング・クリムゾンを去った。

### その後
1973年にエマーソン・レイク・アンド・パーマー（ELP）が所有するマンティコア・レコードから、ソロ・アルバム『スティル』を発表。ボーカルだけでなく12弦ギター、シンセサイザーも担当した。
シンフィールドは基本的にはミュージシャンではなく詩人であるが、キング・クリムゾンのメンバーとしての活動実績に留まらず、脱退後も1970年代のプログレッシブ・ロック・シーンに大きな業績を残した。ELPの『恐怖の頭脳改革』『ELP四部作』『作品第2番』『ラヴ・ビーチ』にゲスト参加して作詞を担当した。またイタリアのプログレッシブ・ロック・グループのプレミアータ・フォルネリア・マルコーニの海外デビューに際してPFMの略称を発案し、セカンド・アルバム『友よ』（1972年）の収録曲に英詞をつけて再録音のプロデューサーを務めて、アルバム『幻の映像』（1973年）としてマンティコア・レコードから発表した。
プログレッシブ・ロック・グループ以外でも、ロキシー・ミュージックのデビュー作『ロキシー・ミュージック』（1972年）をプロデュースしたり、シェールやセリーヌ・ディオンの作品に歌詞を提供して世界的な成功を収めたり、幅広い活動を行った。
2011年8月7日、BS-TBSで放送された番組「SONG TO SOUL ～永遠の一曲～ クリムゾン・キングの宮殿」にイギリスで取材を受ける形で出演。キング・クリムゾン誕生前後の状況や楽曲制作の裏話を証言した。
2024年11月14日に死去。80歳没。

## ディスコグラフィ

### ソロ・アルバム
- 『スティル』 - Still (1973年) ※ボーカル、12弦ギター、シンセサイザー、プロデュース、カバー・デザイン担当。1993年に『スティルージョン』 - Stillusionとして再発

### キング・クリムゾン
- 『クリムゾン・キングの宮殿』 - In the Court of the Crimson King (1969年) ※歌詞、照明効果、プロデュース担当
- 『ポセイドンのめざめ』 - In the Wake of Poseidon (1970年) ※歌詞、プロデュース担当
- 『リザード』 - Lizard (1970年) ※歌詞、VCS3、イラスト、プロデュース担当
- 『アイランズ』 - Islands (1971年) ※歌詞、音響、プロデュース担当
- Sailors' Tales (1970–1972) (2017年)[注釈 10] ※歌詞、音響、プロデュース、ライブ・サウンド・ミックス担当。

### エマーソン・レイク・アンド・パーマー
- 『恐怖の頭脳改革』 - Brain Salad Surgery (1973年) ※歌詞担当
- 『ELP四部作』 - Works Volume I (1977年) ※歌詞担当
- 『作品第2番』 - Works Volume II (1977年) ※歌詞担当
- 『ラヴ・ビーチ』 - Love Beach (1978年) ※歌詞担当

### その他
- マクドナルド・アンド・ジャイルズ: 『マクドナルド・アンド・ジャイルズ』 - McDonald and Giles (1970年) ※「バードマン」歌詞担当
- ロキシー・ミュージック: 『ロキシー・ミュージック』 - Roxy Music (1972年) ※プロデュース担当
- プレミアータ・フォルネリア・マルコーニ: 『幻の映像』 - Photos of Ghosts (1973年) ※プロデュース、歌詞担当
- プレミアータ・フォルネリア・マルコーニ: 『甦る世界 (英語版)』 - The World Became the World (1974年) ※歌詞担当
- プレミアータ・フォルネリア・マルコーニ: 『甦る世界』 - L'isola di niente (1974年) ※「困惑」歌詞担当
- アンジェロ・ブランドゥアルディ: Highdown Fair (1978年) ※『Alla fiera dell'est』英語盤の歌詞担当
- ピート・シンフィールド、ロバート・シェクリー、ブライアン・イーノ: In a Land of Clear Colours (1978年) ※ナレーション
- アンジェロ・ブランドゥアルディ: Fables and Fantasies (1980年) ※『La pulce d'acqua』英語盤の歌詞担当
- クリス・スクワイア & アラン・ホワイト: "Run with the Fox" (1981年) ※歌詞担当
- バックス・フィズ: 『夢のハッピー・チャンス』 - Bucks Fizz (1981年) ※歌詞担当
- バックス・フィズ: 『アー・ユー・レディ』 - Are You Ready (1982年) - Bucks Fizz ※歌詞担当
- ムーン・マーティン: 「Xレイ・ヴィジョン」 - "X-Ray Vision" (1982年) ※歌詞担当
- レオ・セイヤー: 『愛の面影』 - Have You Ever Been in Love (1983年) ※歌詞担当
- バックス・フィズ: I Hear Talk (1984年) ※歌詞担当
- バックス・フィズ: Writing on the Wall (1986年) ※歌詞担当
- ファイブ・スター: 『シルク・アンド・スティール』 - Silk & Steel (1986年) ※歌詞担当
- フレアーク: Sleight of Hand (1987年) ※「Walk Upon Dreams」歌詞担当
- セリーヌ・ディオン: 『ラヴ・ストーリーズ』 - The Colour of My Love (1993年) ※「シンク・トワイス」歌詞担当
- デヴィッド・クロス: 『エグザイルズ』 - Exiles (1997年) ※「This Is Your Life」歌詞担当